# أسطورة مدنية
الأسطورة الحضرية أو الخرافة الحضرية أو الحكاية الحضرية أو الأسطورة المعاصرة هي نوعٌ من الفلكلور الذي يضمّ قصصًا جرى تداولها على أنها حقيقية، وخصوصًا تلك التي يُقال إنها حدثت لصديقٍ أو لفردٍ من العائلة، وغالبًا ما تنطوي على عناصر فكاهية أو مثيرة للرعب. يمكن أن تكون هذه الأساطير مُسلّية، ولكنها غالبًا ما تتعلّق بالأخطار الغامضة أو الأحداث المُقلقة، مثل الاختفاء والأجسام الغريبة. قد تكون أيضًا تشديدًا على المعايير الأخلاقية، أو انعكاسًا للأحكام المسبقة، أو قد تكون وسيلةً لفهم الشواغل المجتمعية.
الأسطورة الحضرية عادة تنقل عن شخص يوصف بأنه مقرب من المحدث عنه وشاهد الحدث ورآه بأم عينيه وهي تساق عادة لدى العامة كأنها حقيقة ولإضفاء طابع المصداقية والواقعية عليها يتم أحيانا تسمية مكان الحدث. الأساطير الحضرية في الواقع ليست وليدة المدن وإنما قد تنشأ في المناطق الريفية والتسمية «أساطير حضرية» مستمدة من العصر الحديث، أي عصر الحضرية كذلك كثيرا ما يصف هذا المصطلح حقائق غير مقبولة علميا لعدم صدقها مثلا القول الشائع بأنه يمكن مشاهدة سور الصين العظيم من فوق سطح القمر.

## منشأها
الأسطورة الحضرية تنتشر في كثير من المجتمعات وأحيانا تلبي أغراض معينة جزء منها يعتمد على أساس واقعي إلا أن هذا الواقع يتم تشويه وتحريف أحداثه وإضفاء الكثير من المبالغة عليه حين انتقال القصة من شخص لآخر وجزء من الأساطير الحضرية ينتشر في البداية كنكتة أو طرفة يقوم ناقلوها فيما بعد بالادعاء أنها حقيقية كي يضفو عليها قوة روائية وترفيهية وثمة أساطير اختلقت من قبل الأمهات والآباء لتحذير الأبناء من التصرفات غير اللائقة.

## المبنى والموضوع
معظم الأساطير الحضرية تشبه في مبناها القصة من حيث الشخصيات ومن حيث الحبكة وهي أكثر شبه بالنكتة سيما من حيث الحجم وطريقة التداول لكنها عادة ما يكتنفها الغموض والرعب والخوف وأحيانا روح الفكاهة مما يجعلها أكثر جاذبية وأسرع انتشار وهي أحيانا تؤدي أغراض معينة مثل استخلاص عبرة أو تحذير من شيء ما فمثلا كثير من الأساطير الحضرية تدور حول الجرائم الشنيعة أو عن أطعمة فاسدة أو مسممة أو أشياء ممكن أن تؤثر على الكثيرين لو كانت حقيقية جزء من هذه الأساطير تجعل الشخص يقوم بنقلها لأهله وأقاربه لمجرد تحذيرهم وتنبيههم من العلامات التي تدل على عدم صحة القصص التي يتم تداولها بين الناس قلة المعلومات التي يتم إعطائها حول القصة مثل الأسماء وزمن حدوث القصة ومكان حدوثها ومهما كانت فمثل هذه القصص غير محتملة الحدوث ولكن يبقى فيها في أغلب الأحيان درجة من المعقولية مثال: اختباء قاتل محترف في المقعد الخلفي في السيارة.
الأسطورة الحضرية، أو الخرافة الحضرية، أو الحكاية الحضرية، أو الأسطورة المعاصرة هي نوعٌ من الفلكلور الذي يضمّ قصصًا جرى تداولها على أنها حقيقية، وخصوصًا تلك التي يُقال إنها حدثت لصديقٍ أو لفردٍ من العائلة، وغالبًا ما تنطوي على عناصر فكاهية أو مثيرة للرعب. يمكن أن تكون هذه الأساطير مُسلّية، ولكنها غالبًا ما تتعلّق بالأخطار الغامضة أو الأحداث المُقلقة، مثل الاختفاء والأجسام الغريبة. قد تكون أيضًا تشديدًا على المعايير الأخلاقية، أو انعكاسًا للأحكام المسبقة، أو قد تكون وسيلةً لفهم الشواغل المجتمعية.
غالبًا ما يجري تداول الأساطير الحضرية شفويًا، ولكن يمكن نشرها عبر أي وسيلة تواصل، بما في ذلك الصحف والبريد الإلكتروني ووسائل التواصل الاجتماعي. جرى تناقل بعض الأساطير الحضرية على مرّ السنين مع إحداث تغييراتٍ طفيفة فقط لتتناسب مع الاختلافات الإقليمية. تميل الأساطير حديثة العهد إلى عكس الظروف الحديثة: على سبيل المثال، هناك أسطورةٌ شائعة لشخصٍ يُنصب له كمين ويُخدّر، إلى أن يستيقظ ويدرك أنه فقدَ للتو كليته التي من المفترض أنها قد استُئصِلت جراحيًا من أجل زراعة الأعضاء.

## الأصول والمنشأ
ظهر مصطلح «الأسطورة الحضرية»، كما يستخدمه الفولكلوريون، في المطبوعات في عام 1968 على الأقل. قدّم جان هارولد برونفاند -أستاذ في اللغة الإنجليزية في جامعة يوتا وعالم إنسان وعالم اجتماع- المصطلح للجمهور العام في سلسلةٍ من الكتب الشهيرة التي نُشرت بدءًا من عام 1981. استخدم برونفاند مجموعته من الأساطير، المسافر المتطفّل المتلاشي: أساطير أميركا الحضرية ومعانيها (1981) لبرهنة نقطتين: الأولى، أن الأساطير والفولكلور لا تقع حصريًا في ما يسمّى بالمجتمعات البدائية أو التقليدية، وثانيًا، يمكن للمرء تعلّم الكثير عن الثقافة الحضرية والحديثة من خلال دراسة مثل هذه القصص.
نُسِجت العديد من الأساطير الحضرية كقصص كاملة تتمتّع بحبكة وشخصيات. النداء الملحّ للأسطورة الحضرية النموذجية يكمن في عناصر الغموض أو الرعب أو الخوف أو الفكاهة. غالبًا ما تكون تلك الأساطير بمثابة حكايات تحذيرية. تمثّل بعض الأساطير الحضرية حكاياتٍ أخلاقية تصوّر شخصًا، عادةً ما يكون طفلًا، يتصرّف بطريقة غير مقبولة، فقط لينتهي به الأمر في الوقوع بمشاكل أو الإصابة بأذى أو الموت.
غالبًا ما تحاول الأساطير الحضرية إثارة شعور الاشمئزاز في القارئ وهذا ما يميل إلى جعل هذه القصص قصصًا لا تنسى وقويّة التأثير. يمكن لعناصر قيمة الصدمة أن ترِد في كل شكل تقريبًا من أشكال الأساطير الحضرية وهذا هو السبب الجزئي الذي يكمن في تمتّع تلك القصص بتأثير كبير.
تحمل معظم الأساطير الحضرية في طيّاتها أيضًا عنصر شيءٍ ما خارقٍ للطبيعة أو الظواهر الخارقة. ستحاول العديد من الحكايات الأكثر شهرة خلْق توازن لما هو طبيعي مع الظواهر الخارقة. عادةً لا تنال القصص التي تجنح بعيدًا في الظواهر الخارقة التقديرَ الذي تحصل عليه تلك القصص التي ما تزال تسعى للمحافظة على نوع من الأساس في الواقع.

## الانتشار والمعتقدات
كما يشير جان برونفاند، يمكن بسهولة للأساطير السابقة بما في ذلك بعض الأفكار الرئيسية والموضوعات والنصوص الأصلية أن تتماثل. وتشمل الحالات التي قد تكون مستوحاةً جزئيًا على الأقل من الأحداث الحقيقية: «سيارة الموت» (التي تَتَبَّع ريتشارد دورسون أحداثها إلى ولاية ميشيغان في الولايات المتحدة)، «الكاديلاك من الإسمنت الصلب»، والأصل المحتمل لـ «الخطّاف» في سلسلة 1946 من جرائم القتل في لافرز لين في تيكساركانا في ولاية تكساس في الولايات المتحدة. نشأت الأسطورة الحضرية -التي تنصّ على أن كوكا كولا طوّرت مشروب فانتا لبيعه في ألمانيا النازية دون إبداء العامة أي ردّ فعل- كحكاية حقيقية للألماني ماكس كايت، الذي ابتكر الشراب وأدار عمليات كوكا كولا في ألمانيا خلال الحرب العالمية الثانية.